# Ґуннар Асплунд
Ерік Ґуннар Асплунд (швед. Erik Gunnar Asplund; нар. 22 вересня 1885 — пом. 20 жовтня 1940) — шведський архітектор, відомий як ключовий представник скандинавського класицизму 1920-х. Впродовж останнього десятиліття свого життя став  прихильником модернізму, який зробив прорив у Швеції на Стокгольмській міжнародній виставці (1930). 
Асплунд був професором архітектури в Королівському технологічному інституті у Стокгольмі з 1931. Особливу популярність здобула його лекція, яка згодом була опублікована під назвою «Наша архітектурна концепція космосу».
Лісовий крематорій (Скугсчюркогорден) на Південному кладовищі Стокгольма (1935—1940) вважається його найкращою роботою та одним із шедеврів сучасної архітектури.

## Найважливіші роботи
Серед найважливіших робіт Асплунда — Стокгольмська громадська бібліотека, побудована між 1924 і 1928, яка є зразком скандинавського класицизму та так званого руху "Шведська грація". Це робота мала вплив на видатного фінського архітектора Алвара Аалто, творця бібліотеки у Виборзі.
Ще однією важливою роботою Асплунда є розширення будівлі суду в Гетеборзі, яку розпочав у 1913 і закінчив у 1937. Вона демонструє його перетворення від неокласичного до функціоналістського архітектора, що відбувалось паралельно з іншими європейськими модерністами, такими як Еріх Мендельсон.
Асплунд співпрацював з архітектором Сігурдом Леверенцем у проектуванні кладовища Скугсчюркогорден, яке є об'єктом всесвітньої спадщини ЮНЕСКО, створеним у 1914—1940. Вони також були головними архітекторами тимчасової Стокгольмської міжнародної виставки (1930). Незважаючи на тимчасовий характер, вхідний павільйон зі скла і сталі мав велику популярність і міжнародний вплив.

## Галерея

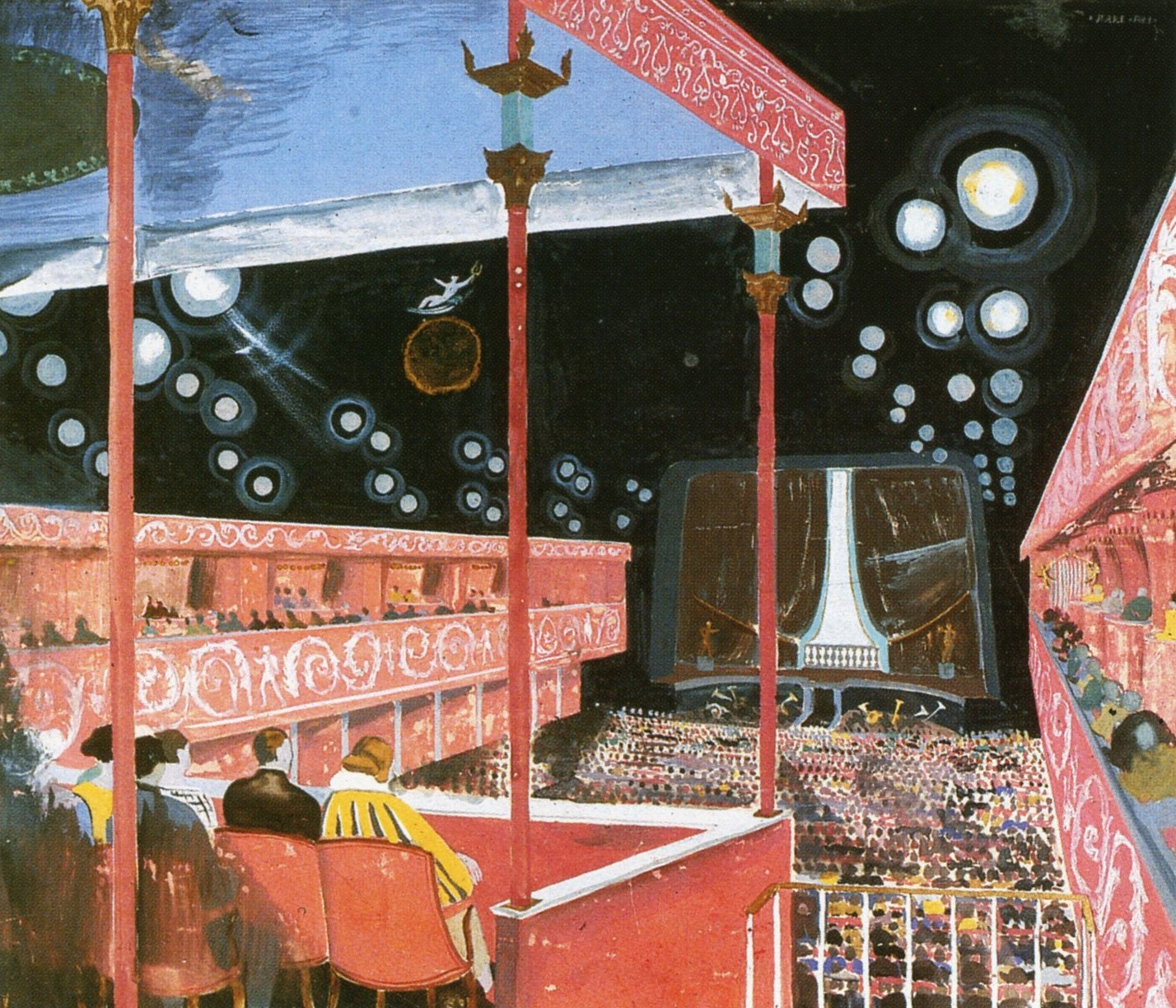
Ескіз Г. Асплунда інтер’єру кінотеатру «Скандія», Стокгольм (1922)
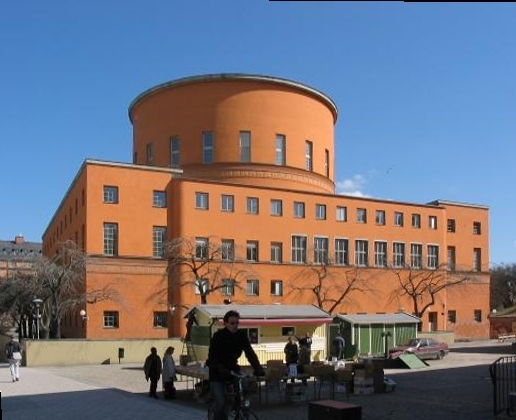
Стокгольмська громадська бібліотека
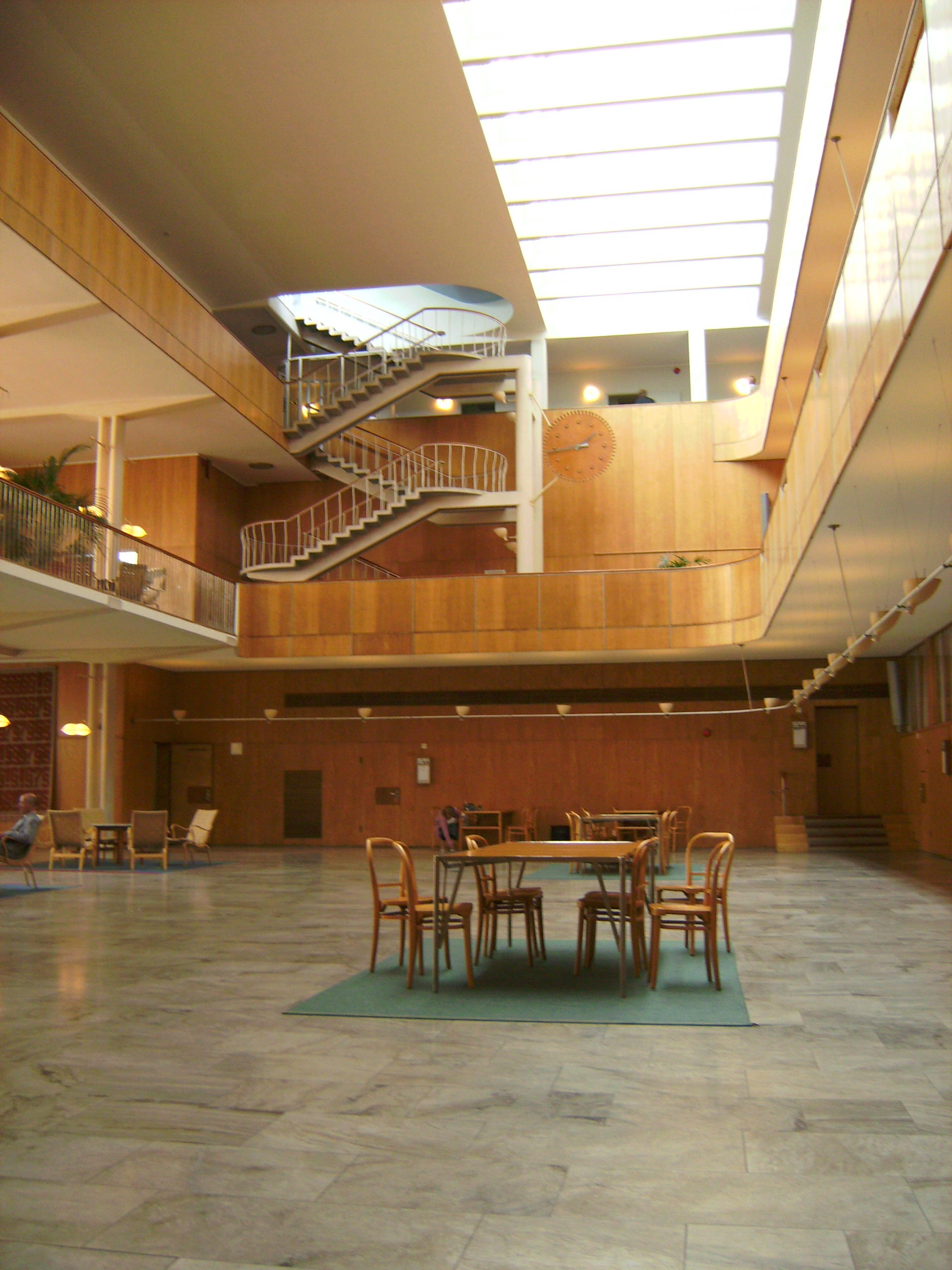
Прибудова суду в Гетеборзі
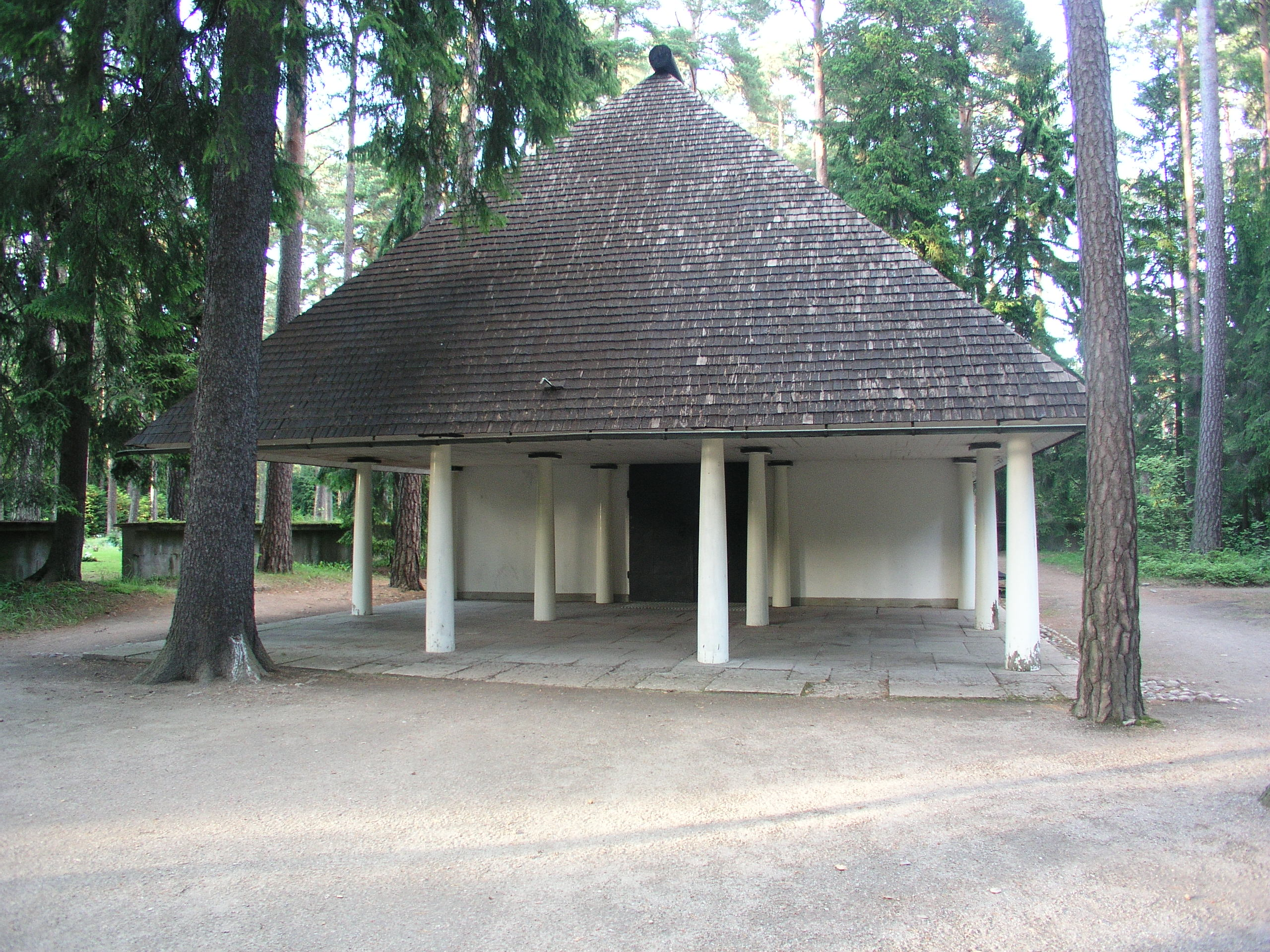
Кладовище Скугсчюркогорден
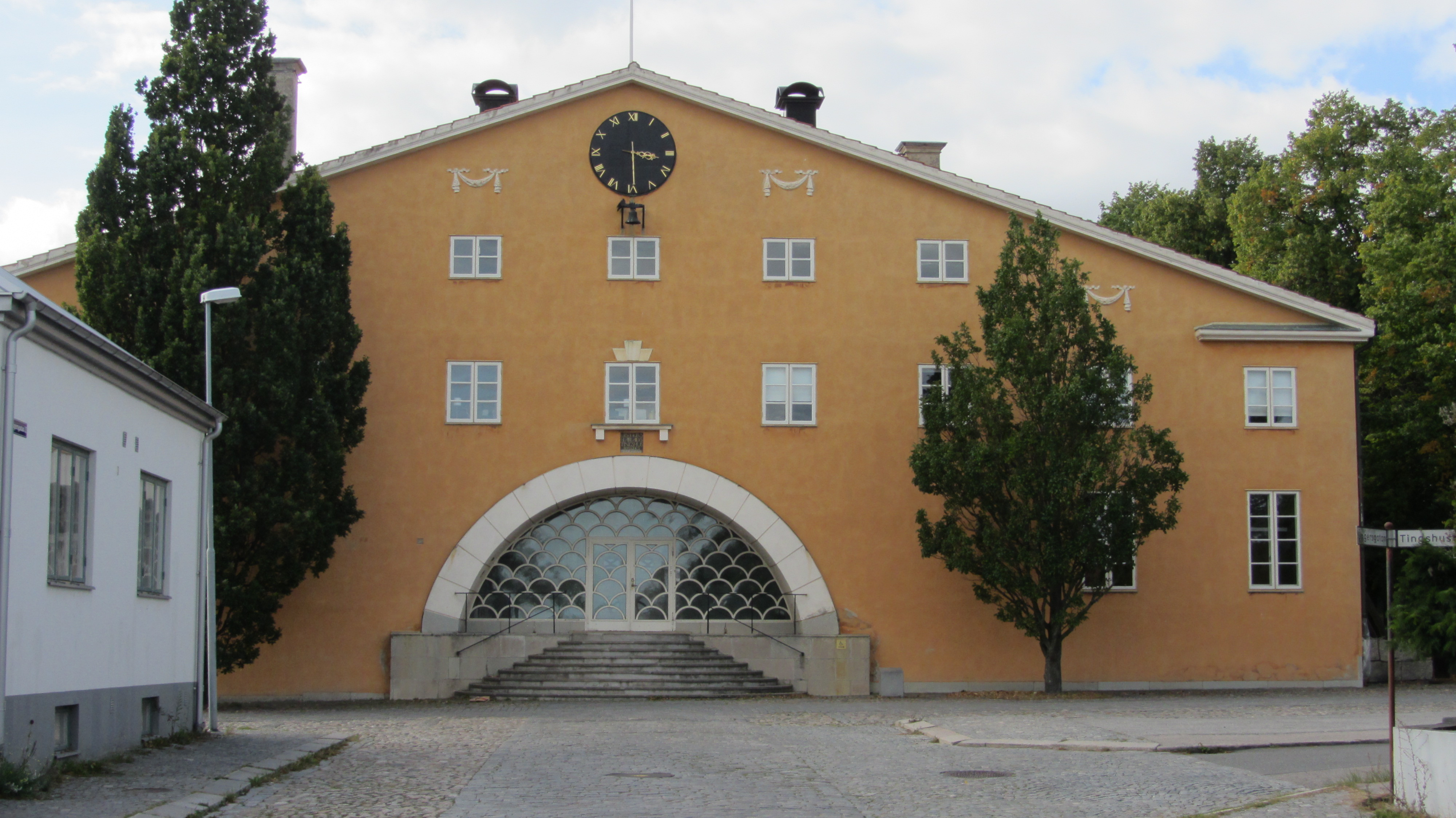
Будинок суду у Сельвесборзі

## Виставки
- The Architecture of Gunnar Asplund [Архівовано 27 листопада 2020 у Wayback Machine.], Museum of Modern Art, New York (1978)
- En chantier: The Collections of the CCA, 1989-1999 [Архівовано 19 грудня 2020 у Wayback Machine.], Canadian Centre for Architecture, Montreal (1999-2000)
- Architecture and Design Drawings: Inaugural Installation [Архівовано 23 січня 2021 у Wayback Machine.], Museum of Modern Art (MoMA), New York (2004-2005)
- 75 Years of Architecture at MoMA [Архівовано 17 січня 2021 у Wayback Machine.], MoMA, New York (2007-2008)
- In Situ: Architecture and Landscape [Архівовано 20 жовтня 2020 у Wayback Machine.], MoMA, New York (2009-2010)